# Anasinopa
Anasinopa — вимерлий рід гієнодонтових ссавців родини Teratodontidae. Скам'янілості (6 колекцій) знайдено в Кенії. Описано 1 вид: Anasinopa leakeyi.